# نوی‌اشتات-گلوه
شهر نوی‌اشتات-گلوه (به آلمانی: Neustadt-Glewe) در ایالت مکلنبورگ-فورپومن در کشور آلمان واقع شده‌است.

## نگارخانه

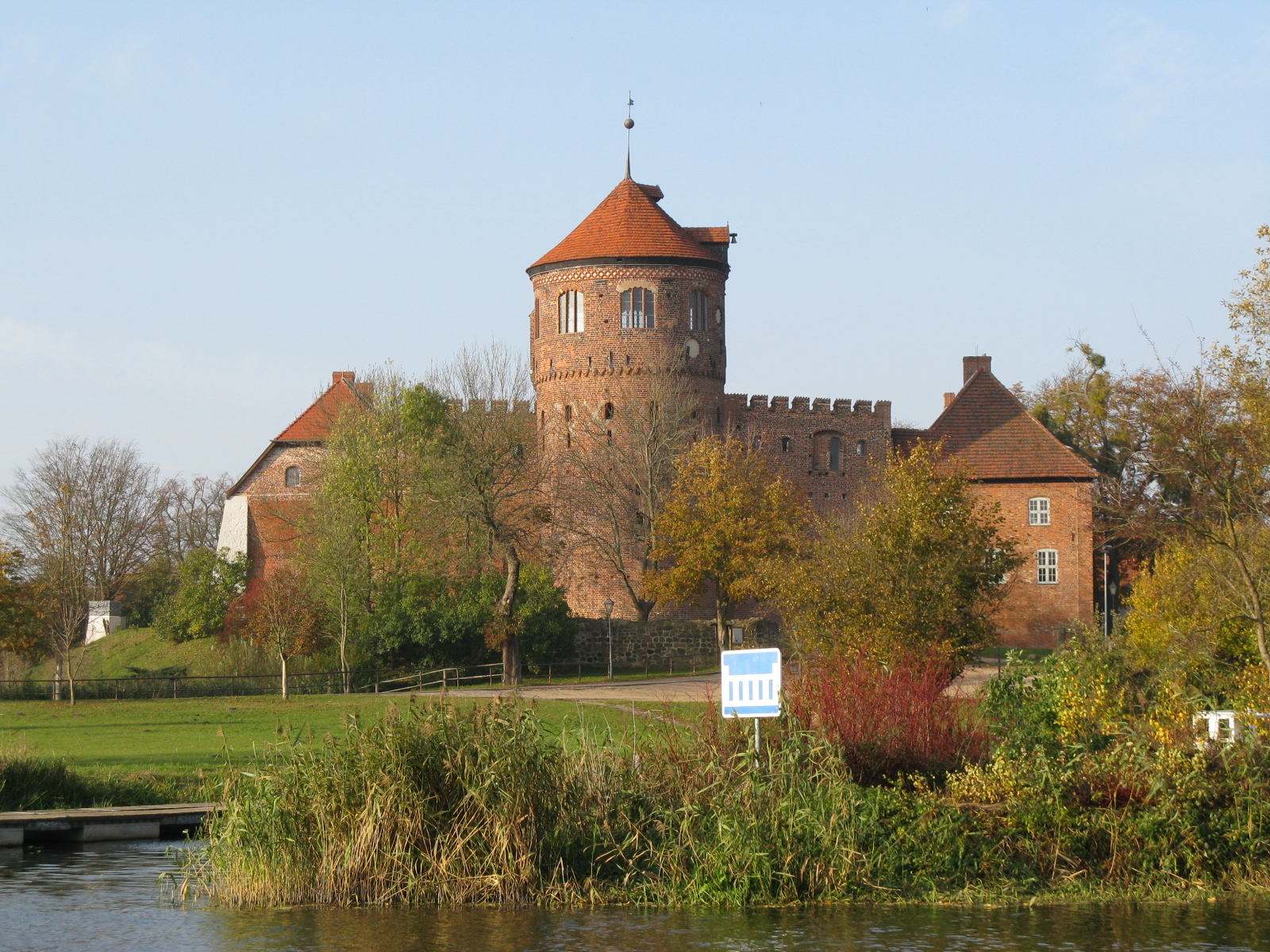
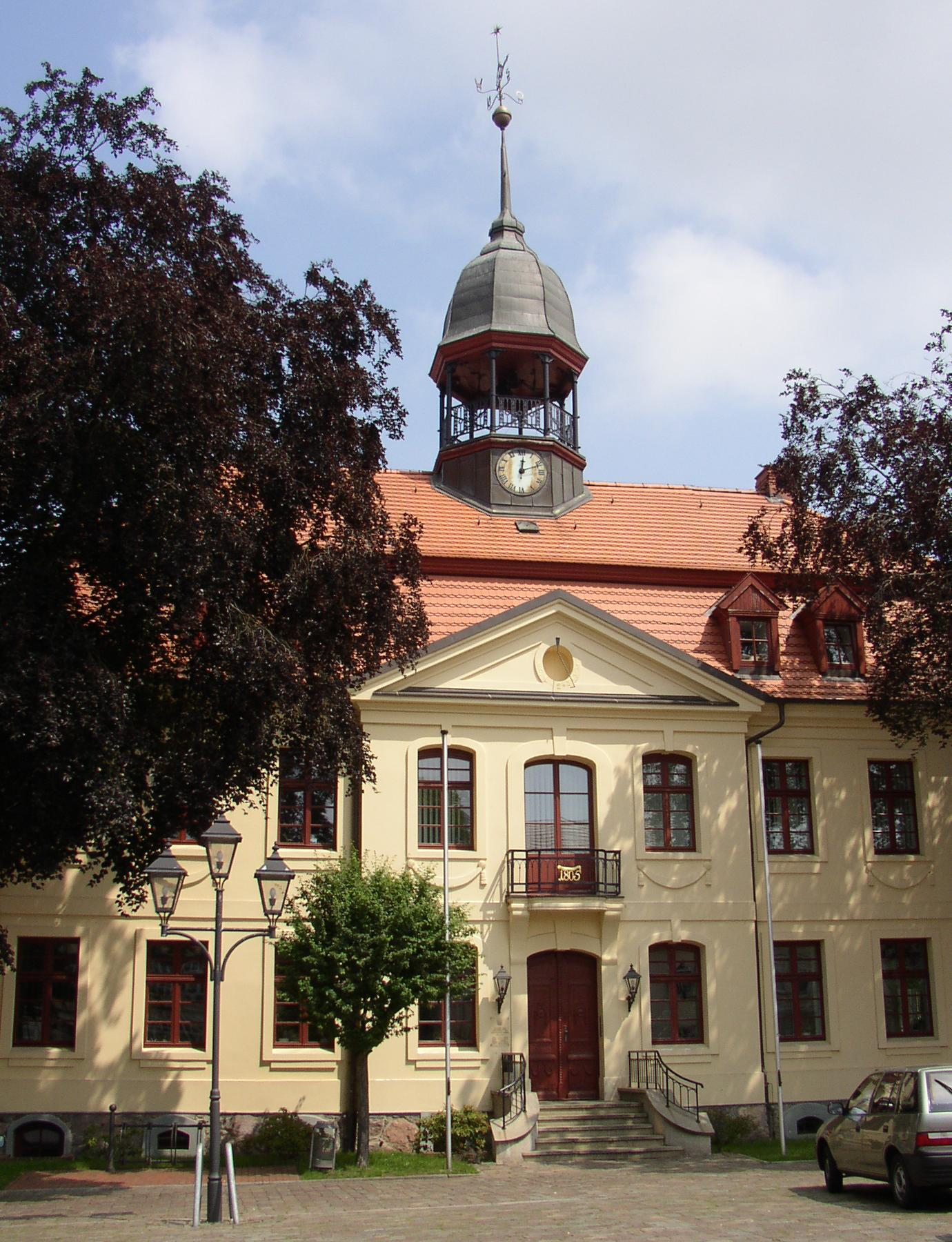
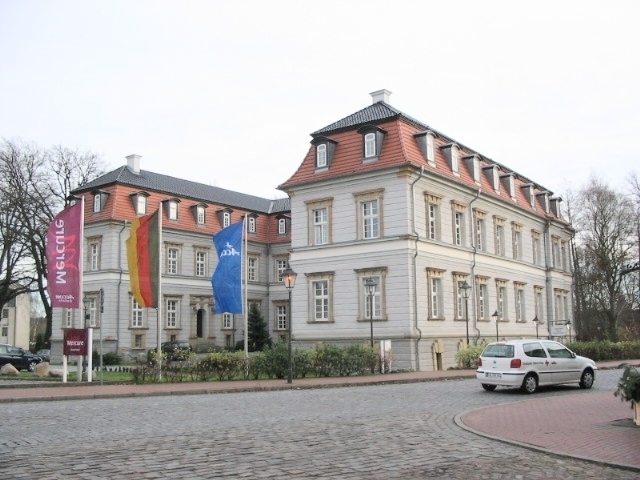
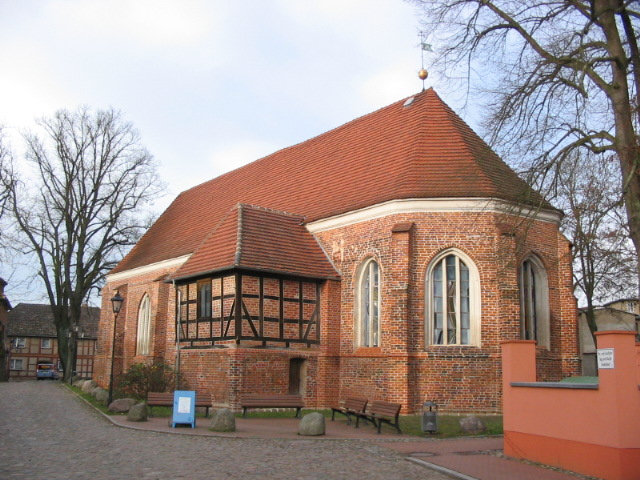